# هرمان فون شتاين
هرمان فون شتاين (بالألمانية: Hermann Christlieb Matthäus Stein) هو سياسي ألماني، ولد في 13 سبتمبر 1854 في ألمانيا، وتوفي في 26 مايو 1927 في ألمانيا. انتخب وزير الدفاع الاتحادي.